# 埃尔多拉多国际机场
埃尔多拉多国际机场或意译为黄金国国际机场（西班牙語：Aeropuerto Internacional El Dorado），是哥伦比亚共和国首都波哥大的国际机场。波哥大西部，距離市中心約15公里（9.3英里），並擁有世界上第三大的跑道区（6.9平方公里）。機場至波哥大有高速公路。2008年底開始建設從機場連接至市区的快速公交系統。
埃爾多拉多國際機場是哥倫比亞最大的機場，并为哥倫比亞的國內和國際航班的空中門戶，佔哥伦比亚49%的空中交通量。该機場为EasyFly、哥伦比亚南美航空及哥倫比亞巴拿馬航空的樞紐机场。它由Opain和哥倫比亞建築工程公司所組成的財團及瑞士蘇黎世機場股份公司管理运营。2008年，埃爾多拉多國際機場的貨運量为578812噸, 是拉丁美洲货运量最大的机场，2019年客运量超过3500万人次，排在墨西哥城贝尼托·胡亚雷斯国际机场、圣保罗/瓜鲁柳斯－安德烈·弗朗哥·蒙托罗州长国际机场和孔戈尼亚斯/圣保罗机场之后。该机场以传说中的黄金国而命名。

## 設施
埃爾多拉多國際機場設有兩座客運大樓，埃爾多拉多命名源自著名傳說埃爾多拉多，建於1959年，用於處理所有的國際遊客，以及所有的Avianca航空公司和其他國際航空公司的國際航班。登機櫃檯，票務櫃檯，移民局和海關位於下層，而信息板，新聞辦公室，等候室和移民都位於上層。
主樓有兩個大堂，國內航班和國際航班。國內線有11個登機門的和額外的5區域航班。國際航班有9個登機門。主客運大樓有5.4平方英尺（5,000平方米），並提供不同的服務，如旅行社，藥店，餐館和咖啡館，書店和工藝品商店，自動取款機和免稅商店。電信公司提供國際和國內的電話服務，以及傳真和互聯網服務（ 24小時的WiFi價格為$11美元）。在國內線和國際線的旅客，旅客可以在旅遊信息處找到哥倫比亞各城市的運輸服務資訊。
第二客運大樓是普恩特Aéreo客運大樓，建於1981年 ，是一家私人擁有的客運大樓，專門服務阿維安卡氏航空及其附屬的SAM航空的國內和國際航線。 最初，只處理來自邁阿密 ， 紐約甘迺迪國際機場、卡利、麥德林、帕斯托和蒙特里亞的旅客。投資額為75萬美元的新裝修（ 2006年10月）後，埃爾蓬特Aéreo已經成為拉丁美洲最現代化的國內客運大樓。 客運大樓每年有能力處理120多個航班與440萬乘客。該航站的面積4416平方英尺（410.3平方米 ）和14個國內閘口。 由於普恩特Aéreo，該機場創下國內航次的新高，該客運大樓還擁有購物設施，國內和國際長途電話，的士服務，自動櫃員機，餐館和快餐店和書店。

## 歷史
埃爾多拉多國際機場客運的目的是在政府的由古斯塔沃羅哈斯皮尼拉設計 。 它的建設開始於1955年進入服役結束時， 1959年 ，取代了臨時碼頭，並加入其他部分則品牌新機場。 埃爾多拉多國際機場由幾個滑行道，維修平台，停車場，地下室，客運大廳，夾層地區和其他設施。 第二層包括離港地區，執行等候室和餐廳。 三樓主要是辦事處的航空公司和機場辦事處的其他有關服務。 4樓的辦事處舉行的管理和屬地管理公司佔到五樓。 六樓主要載相依氣象學和電站空中航行艾滋病在非洲經委會。 七樓舉行的路線控制設施，跑道和滑行道，並八樓載空中交通雷達管制。 九樓載機場的電氣維修和辦事處，並舉行了第十屆樓的控制塔，以及空中交通管制區。
在1973年 ，機場擊中一個里程碑所提供的近3萬人次，處理近500萬件行李。 這一年被證明是航空行業的一個最繁榮，客運登記高增長的國內和國際負載。 在這一年中，有必要為第二條跑道埃爾多拉多下有人表示關切的是，爆炸性的增長將導致overcongestion在適當的時候。
在1981年 ， 阿維安卡進行建設的碼頭落成普恩特Aéreo總統塞薩爾圖爾瓦伊阿亞拉 ，其重要的服務，高密度的航班從波哥大到卡利 ， 麥德林 ， 邁阿密和紐約市 。
在1990年 ，在特別行政股民航局轉移到三樓的主樓。 在這同一年，研究中心航空（CEA）的構建和在東部的部分機場的建設，國家中心Aeronavigation 。
在1998年 ，第二條跑道正式啟用。
在過去的幾年裡，行李認領領域已經擴大的北部和南部的部分機場和候機廳向西也已大大擴展，增加更多的餐館和商店。

### 交通和統計
| 排名 | 城市           | 機場                               | 客運量  | 排名升降 | % 升降  |
| ---- | -------------- | ---------------------------------- | ------- | -------- | ------- |
| 1    | 邁阿密         | 邁阿密國際機場                     | 506,295 | ━        | ▼11.6%  |
| 2    | 馬德里         | 巴拉哈斯機場                       | 451,797 | ▲2       | ▲4.9%   |
| 3    | 利馬           | 豪爾赫·查維茲國際機場              | 439,485 | ▲2       | ▲6.4%   |
| 4    | 巴拿馬城       | 托庫門國際機場                     | 416,421 | ▼2       | ▼14.2%  |
| 5    | 加拉加斯       | 邁克蒂亞西蒙·玻利瓦爾國際機場      | 384,102 | ▼2       | ▼19.3%  |
| 6    | 紐約           | 甘迺迪國際機場                     | 304,948 | ▲1       | ▲33.5%  |
| 7    | 基多           | 苏克雷元帅国际机场                 | 233,092 | ▼1       | ▼18,4%  |
| 8    | 墨西哥城       | 貝尼托·胡亞雷斯國際機場            | 226,899 | ━        | ▲10.72% |
| 9    | 羅德岱堡       | 勞德代爾堡－好莱塢國際機場         | 181,120 | ▲2       | ▲35.4%  |
| 10   | 巴黎           | 戴高樂機場                         | 165,440 | ▼1       | ▼4.8%   |
| 11   | 聖保羅         | 瓜魯柳斯國際機場                   | 145,876 | ▼1       | ▼9.9%   |
| 12   | 休士頓         | 喬治·布希洲際機場                  | 138,689 | ▲5       | ▲58.8%  |
| 13   | 聖地亞哥       | 阿圖羅·梅里諾·貝尼特斯准將國際機場 | 112,706 | ▼1       | ▼3.7%   |
| 14   | 瓜亞基爾       | 瓜亞基爾國際機場                   | 104,137 | ▲2       | ▲10.3%  |
| 15   | 亞特蘭大       | 傑克遜機場                         | 102,332 | ▼2       | ▼2.3%   |
| 16   | 布宜諾斯艾利斯 | 埃塞薩皮斯塔里尼部長國際機場       | 97,668  | ▼2       | ▼2.3%   |
| 17   | 聖何塞         | 胡安·聖瑪麗亞國際機場              | 84,021  | ▼2       | ▼14.2%  |
| 18   | 奧蘭多         | 奧蘭多國際機場                     | 80.381  | ▲        | ▲new    |
| 19   | 奧臘涅斯塔德   | 贝娅特丽克丝女王国际机场           | 64.332  | ▼1       | ▼9.1%   |
| 20   | 巴塞隆納       | 巴塞隆納機場                       | 61,475  | ▲4       | ▲76.4%  |

### 阿維安卡航空的主要樞紐
在1998年12月10日，阿維安卡航空成立於波哥大 ，每星期提供大約6000個座位，並且提供越來越多的航班。目前為直營，並與諸多航空公司有代碼共享協議，如達美航空、墨西哥航空 、Lacsa、西班牙國家航空和加拿大航空 。
該中心還具有方便過境設施，如過境旅客專用的登機櫃檯，以及連接普恩特Aéreo和埃爾多拉多航廈的巴士，以及一個特別休息室讓國際過境旅客不必入境哥倫比亞。

### 機場擴建
2006年8月24日，哥倫比亞政府批出合約，總值至少650萬美元，用於機場的擴建和現代化，及往後20年的營運。
擴建計劃包括：
- 建造一個新的客運大樓，面積達133,875平方英尺（ 12,437.4平方米 ），設16個登機閘門、144個登機櫃檯和58,924個車位。 該機場將配備最先進的行李處理技術以及信息系統和飛行安全和防範機制。 該機場將有能力處理旅客16萬人次。
- 建造一個新的貨運站，面積68,000平方英尺（ 6300平方米 ） ，另配備7000平方英尺（ 650平方米）的辦公室和可停泊26天的飛機停泊位。
- 建造一座新的辦公樓附於新的國際碼頭，將建設6層高，將有一個面積4500平方英尺（ 420 平方米 ） 。
- 建造一個新的維修區（八點八零萬平方英尺（ 8,200 平方米 ）以適當的渦輪測試儀和健全的障礙，是必要的，以避免噪音污染。
- 所有建築物將抗震。
- 在特別行政股的民用航空和交通運輸部已經作出決定了Opain提出的建議，其中國內和國際貨運領域應放在西部地區的複雜，因此很容易卡車和貨運車輛進入貨運領域，而不必進入城市。 這項建議將允許以及進一步擴張的客運大樓。
- 施工開始在2007年9月20日，並預計在2012年完成 。
- 第一部分是在2008年3月20日開放予公眾。 經過6個月的正常運作，啟用面積擴大，以及一個新的行李處理系統。所有這些工程是為了避免新機場啟用初期出現混亂。
- 第二部分於2009年9月20日，開放新的國際貨運站，及拆毀舊有的國內貨運站。

## 航空公司及目的地

### 埃爾多拉多航站楼

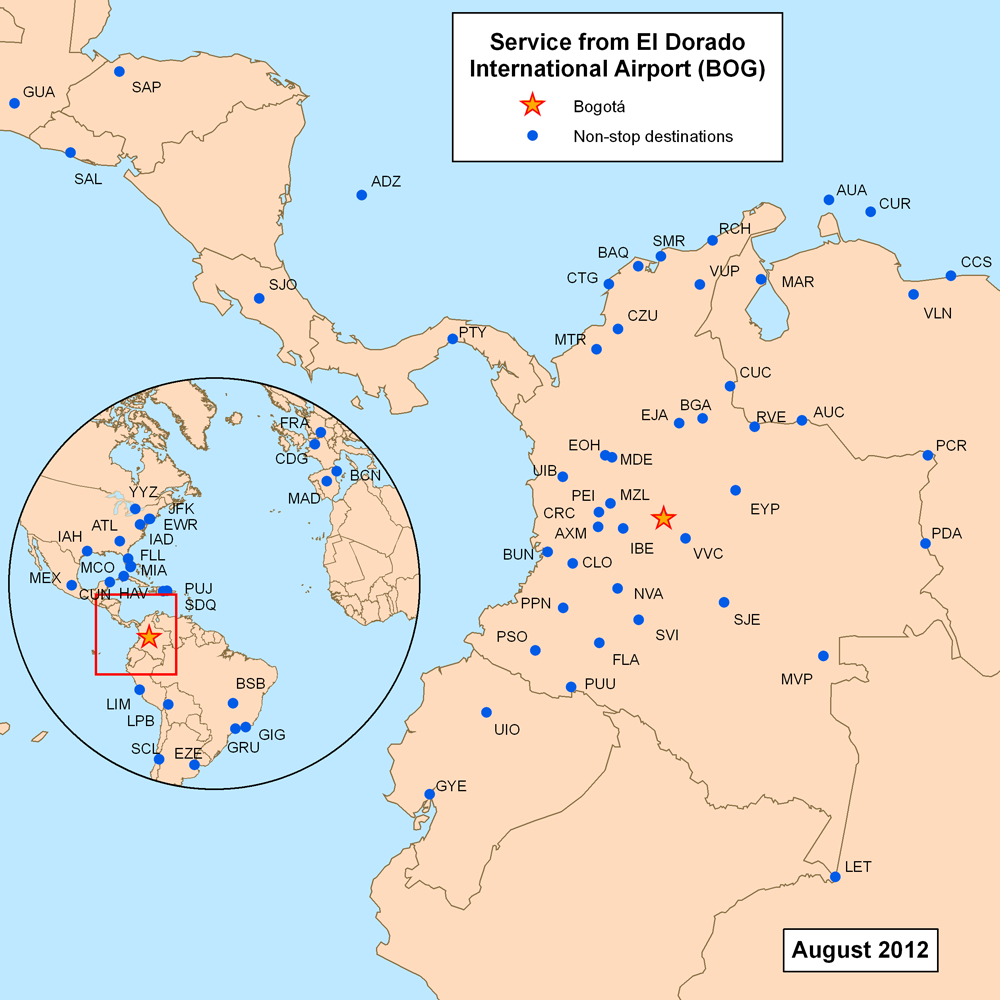
Destinations with direct service from Bogotá

| 航空公司               | 目的地 | 航站楼  |
| ---------------------- | --- | ------- |
| 阿根廷航空             | 布宜諾斯艾利斯 | 1       |
| 厄瓜多爾哥倫比亞航空   | 基多 | 1       |
| 阿根廷航空             | 布宜諾斯艾利斯-皮斯塔里尼 | 1       |
| 墨西哥國際航空         | 墨西哥城 | 1       |
| 加拿大航空             | 多倫多-皮爾遜 | 1       |
| 法國航空               | 巴黎-戴高樂 | 1       |
| 哥伦比亚南美航空       | 亞美尼亞、巴蘭基亞、布卡拉曼加、卡利、卡塔赫納、庫庫塔、弗洛倫西亞、勞德代爾堡、伊瓦格、萊蒂西亞、馬尼薩萊斯、麥德林-科爾多瓦、蒙特里亞、內瓦、紐約-甘迺迪、佩雷拉、波帕揚、阿希斯港、基布多、聖安德烈斯群島、聖瑪爾塔、比亞維森西奧、巴耶杜帕爾、約帕爾 | 1,2     |
| 美國航空               | 邁阿密 | 1       |
| 阿維安卡航空           | 亞美尼亞、阿魯巴、巴塞隆那、巴蘭卡韋梅哈、巴蘭基亞、布卡拉曼加、布宜諾斯艾利斯-皮斯塔里尼、卡利、加拉加斯、卡塔赫納、庫庫塔、庫拉索、勞德代爾堡、瓜亞基爾、伊瓦格、利馬、拉巴斯、馬德里、馬尼薩萊斯、麥德林-科爾多瓦、墨西哥城、邁阿密、蒙特里亞、內瓦、洛杉矶、紐約-甘迺迪、巴拿馬城、帕斯托、佩雷拉、波帕揚、波拉馬爾、蓬塔卡納、基多、里奧阿查、聖何塞（哥斯大黎加）、聖安德烈斯群島、聖瑪爾塔、聖多明各、聖地亞哥、聖保羅-瓜魯柳斯、聖薩爾瓦多、巴倫西亞（委內瑞拉）、巴耶杜帕爾、華盛頓-杜勒斯 季節性: 坎昆、聖胡安 | 1, P.A. |
| vianca Brazil          | 聖保羅-瓜魯柳斯 | 1       |
| 美國聯合航空           | 休士頓-洲際、紐瓦克 | 1       |
| 巴拿馬航空             | 巴拿馬城 | 1       |
| 哥倫比亞巴拿馬航空     | 巴蘭基亞、布卡拉曼加、卡利、坎昆、卡塔赫納、庫庫塔、瓜地馬拉城、瓜亞基爾、哈瓦那、萊蒂西亞、麥德林-科爾多瓦、墨西哥城、蒙特里亞、巴拿馬城、基多、聖何塞（哥斯大黎加）、聖安德烈斯群島、聖瑪爾塔 季節性: 蓬塔卡納、聖多明各 | 1,2     |
| 古巴航空               | 哈瓦那 | 1       |
| 達美航空               | 亞特蘭大、紐約-甘迺迪 | 1       |
| Dutch Antilles Express | 庫拉索 | 1       |
| EasyFly                | 亞美尼亞、巴蘭卡韋梅哈、内瓦、基布多、約帕爾 | 2       |
| 巴西高爾航空           | 聖保羅-瓜魯柳斯 | 1       |
| 西班牙國家航空         | 馬德里 | 1       |
| 捷藍航空               | 奧蘭多 | 1       |
| 智利國家航空           | 邁阿密、聖地亞哥 | 1       |
| 秘魯國家航空           | 利馬 | 1       |
| 德國漢莎航空           | 法蘭克福 | 1       |
| Satena                 | 阿勞卡、布埃納文圖拉、卡利、科羅薩爾、萊蒂西亞、麥德林-埃雷拉、米圖、內瓦、帕斯托、佩雷拉、阿希斯港、伊尼里達、卡雷尼奧港、基布多、瓜維亞雷的聖何塞、沙拉維納、聖維森特德爾、聖安德烈斯群島、巴耶杜帕爾、比亞維森西奧 | 1,2     |
| 精神航空               | 勞德代爾堡 | 1       |
| TACA Airlines          | 聖何塞（哥斯大黎加） | 1       |
| 秘魯哥倫比亞航空       | 利馬 | 1       |
| 巴西天馬航空           | 聖保羅-瓜魯柳斯 | 1       |

## 貨運航空公司

### 國內
- 苏克雷航空
- 天空航空
- 哥倫比亞航空貨運
- Cargo Express
- Líneas Aéreas Suramericanas（英语：Líneas Aéreas Suramericanas）
- 坦帕航空貨運（英语：Tampa Cargo）
- 阿維安卡航空貨運（英语：Avianca Cargo）

### 國際
- 苏克雷航空
- 巴西南美货运航空
- 飛箭航空
- 卢森堡国际货运航空
- Centurion Air Cargo（英语：Centurion Air Cargo）
- Cielos del Perú（英语：Cielos del Peru）
- DHL
- Focus Air Cargo（英语：Focus Air Cargo）
- Florida West International Airways（英语：Florida West International Airways）
- 卡利塔航空
- 智利南美货运航空
- 哥伦比亚南美货运航空
- Líneas Aéreas Suramericanas（英语：Líneas Aéreas Suramericanas）
- 馬斯航空
- Panavia（英语：Panavia (Panama)）
- 博立貨運航空
- Vensecar Internacional（英语：Vensecar Internacional）
- 世界航空（英语：World Airways）
- 南方航空運輸（英语：Southern Air）
- 英國航空貨運
- 坦帕航空貨運
- 德國漢莎航空貨運
- UPS世界港
- 馬丁航空
- 聯邦快遞
- 新加坡航空貨運
- 阿特拉斯航空

## 未來航空公司和目的地
阿聯酋航空公司 ：副部長外貿旅遊哥倫比亞，奧斯卡魯埃達，發表了一項聲明，星期四2009年4月16號，經過多年的投機活動，阿聯酋航空公司將開始飛往波哥大的到2009年年底，作為其第二個南美目的地在聖保羅。 雖然頻率的航班仍在審議中，已確認，它將包括貨運和客運服務，其中可能包括停留在或者另一南美國家，甚至歐洲。 兩個可能的途徑已經強調，波哥大，加拉加斯，迪拜或波哥大，法蘭克福，迪拜。 歐洲方面可能拼寫大提請回來阿維安卡航空，其延遲開始服務，以不同的歐洲城市也敞開了大門其他航空公司，如阿聯酋利用這一有利可圖的航線。 6月28日。 2009年，阿聯酋航空公司宣布，將開始投放波哥大的2010年1月25日。 雖然這可能是發射日期，但在這之前就可以開始。 阿聯酋取得本公告公眾在新聞發布會今天在迪拜，表明該航線將是經營的波音777 - 200LR 。 目前還沒有決定了這一點，如果不停止，或其中包括停止在法蘭克福。

## 事故
- 1990年1月25日，執飛052號班機的波音707-320飛機從波哥大飛往紐約甘迺迪機場，飛過麥德林準備降落時因燃油耗盡而墜毀在紐約長島，機上158人中，73人罹難。
- 1998年4月20日，法國航空公司422航班從哥倫比亞波哥大艾多拉杜國際機場起飛時，因大霧及低能見度，導致起飛不久撞向機場以東的山區內，全機43名乘客及10名機員罹難。[1][2]
- 2008年7月7日，一架卡利塔航空波音747-209B貨機（N714CK，由原華航客機改裝為貨機）從埃爾多拉多國際機場起飛後不久墜毀在波哥大，這架載有鮮花的貨機原本計劃飛往邁阿密。在報告飛機起火之後，機師計劃將飛機返航，但飛機墜毀，尾翼擊中一間民房，致使地面2人死亡。八名機組人員生還。[3][4]

## 外部連結
- http://www.elnuevodorado.com/（页面存档备份，存于）[ （西班牙文） （英文） El Dorado International Airport Official Site] （页面存档备份，存于）
- http://www.aerocivil.gov.co/（页面存档备份，存于）
- （西班牙文） Authorized itineraries by the Aerocivil (only passenger airlines)
- http://www.aerocivil.gov.co/concesion/Inicio2.htm[ （西班牙文） Official information about El Dorado International Airport concession] （页面存档备份，存于）